# Salonpas Cup de 2001
A Salonpas Cup de 2001 foi uma competição de voleibol realizada no Ginásio Antônio Balbino (Balbininho), em Salvador, Bahia, no mês de julho de 2001, vencida pelo BCN/Osasco, comandada pelo técnico José Roberto Guimarães. Virna Dias da equipe campeã recebeu o prêmio de Melhor Jogadora desta edição.

## Participantes
- Hisamitsu Spring Attackers
- Starfin Ravenna
- Club de Gimnasia y Esgrima La Plata
- BCN/Osasco
- Rexona
- MRV/Minas

## Terceiro Lugar
| Data   | Hora |                               | Placar |           | Set 1 | Set 2 | Set 3 | Set 4 | Set 5 | Total | Relatório |
| ------ | ---- | ----------------------------- | ------ | --------- | ----- | ----- | ----- | ----- | ----- | ----- | --------- |
| 29 Jul |      | 'Hisamitsu Spring Attackers ' | 3–1    | MRV/Minas | 25–19 | 25–23 | 22–25 | 25–18 |       | 97–85 | 97–85     |